# .bg
.bg — в Інтернеті, національний домен верхнього рівня (ccTLD) для Болгарії.

## Домени 2-го та 3-го рівнів
В цьому національному домені нараховується близько 68,900,000 [Архівовано 11 квітня 2022 у Wayback Machine.] вебсторінок (станом на січень 2009 року).
У наш час використовуються та приймають реєстрації доменів 3-го рівня такі доменні суфікси (відповідно, існують такі домени 2-го рівня):
| Суфікс   | Регламентовані користувачі          |
| -------- | ----------------------------------- |
| .fam.bg  | Родини, приватні особи              |
| .info.bg | Вебмайданчики інформаційного змісту |